# Edward Aylesworth Perry
Edward Aylesworth Perry (Richmond, 15 marzo 1831 – Kerrville, 15 ottobre 1889) è stato un generale e politico statunitense. Fu il 14º governatore della Florida dal 1885 al 1889.